# الذياكي (المخادر)

تعديل مصدري - تعديل

الذياكي هي إحدى قرى عزلة ذاري عثمان بمديرية المخادر التابعة لمحافظة إب، بلغ تعداد سكانها 952 نسمة حسب تعداد اليمن لعام 2004.